# Borborema (kommun i Brasilien, São Paulo)
Borborema är en kommun i Brasilien.   Den ligger i delstaten São Paulo, i den södra delen av landet, 700 km söder om huvudstaden Brasília. Antalet invånare är 14 532.
Följande samhällen finns i Borborema:
- Borborema

Omgivningarna runt Borborema är en mosaik av jordbruksmark och naturlig växtlighet. Runt Borborema är det ganska glesbefolkat, med 43 invånare per kvadratkilometer.